# Vilamendhoo
Vilamendhoo es una de las islas deshabitadas del atolón  Alif Dhaal o Atolón Ari del Sur de las Maldivas. Esta isla ha sido convertida en un complejo turístico de 5 estrellas y es administrada por la empresa CCR (Crown & Champa Resorts). Algunos de los mejores puntos de buceo en las Maldivas se encuentra en el atolón de Ari.
Un arrecife rodea la isla, con brotes de arrecifes dispersos arriba y abajo. La mayoría de los turistas, llega a la isla por medio de hidroaviones, pero algunos optan por utilizar los barcos, especialmente si participan en un crucero.
Debido a la subida de la temperatura causada por el fenómeno de La Niña el coral ha muerto, pero está empezando a volver a aparecer.